# Nicaraguában történt légi közlekedési balesetek listája
A Nicaraguában történt légi közlekedési balesetek listája mind a halálos áldozattal járó, mind pedig a kisebb balesetek, meghibásodások miatt történt, gyakran csak az adott légiforgalmi járművet érintő baleseteket is tartalmazza évenkénti bontásban.

## Nicaraguában történt légi közlekedési balesetek

### 1999
- 1999. január 21., Bluefields repülőtér közelében. A Nicaraguai Légierő Antonov An-26 típusú repülőgépe leszállás közben túl alacsony szögben közelítette meg a leszállópályát és egy fának ütközött. A balesetben a gépen tartózkodó 28 fő vesztette életét.[1]